# Iona

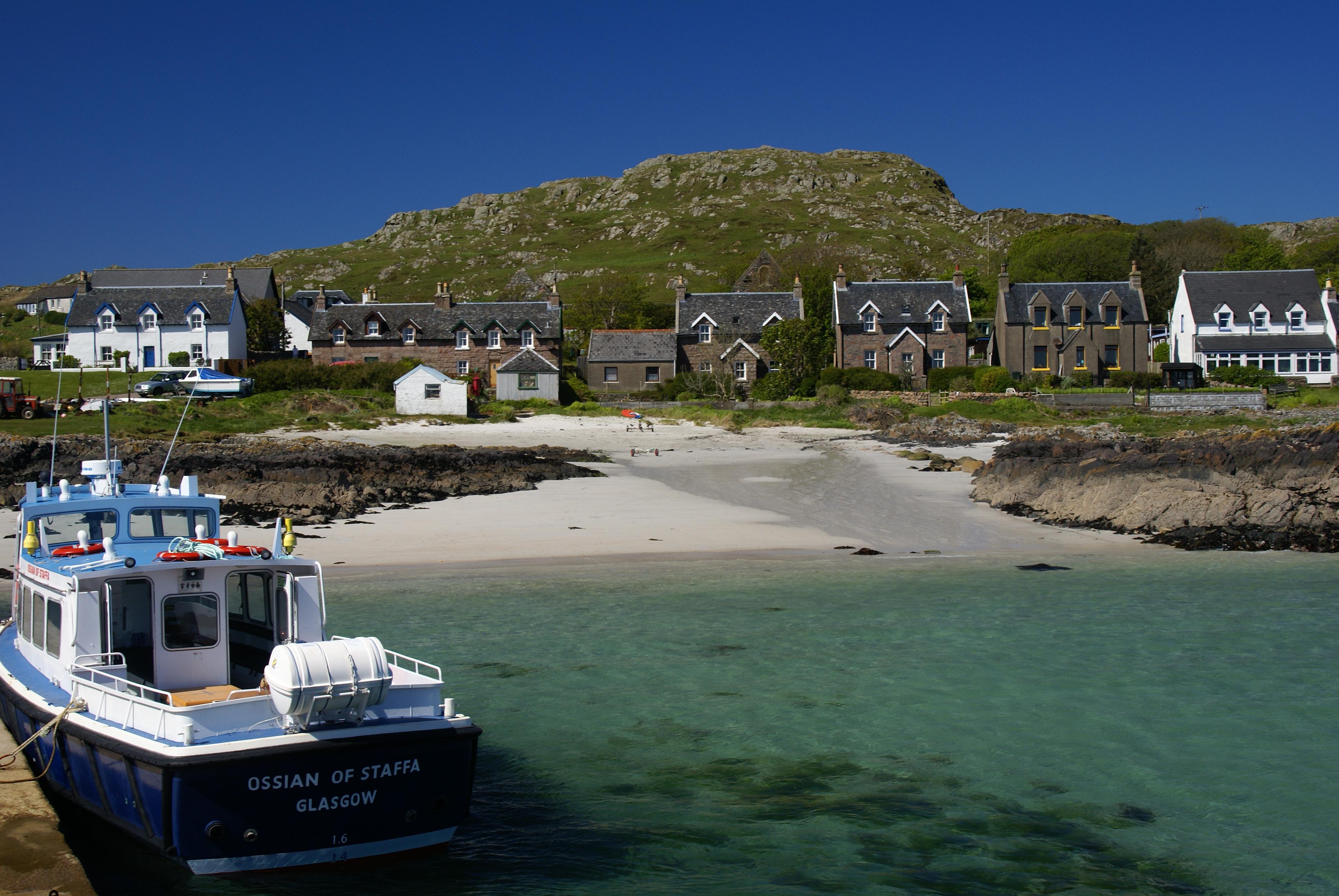
Baile Mòr

Iona (en gaélico escocés: Ì Chaluim Chille; en noruego antiguo: Eyin helga) es una pequeña isla del oeste de Escocia, en las islas Hébridas, separada de la isla de Mull por el estrecho de Iona. El principal asentamiento, situado en la bahía de San Ronan, es Baile Mòr.

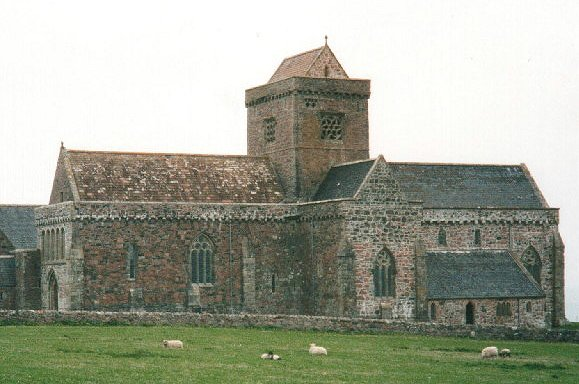
La abadía de Iona

## Historia
En 563, san Columba o san Columcille, exiliado de Irlanda, fundó un monasterio en la isla, la Abadía de Iona. Desde allí, se produjo la cristianización de Escocia. Se cree también que el Libro de Kells fue redactado en la isla en esa época. El monasterio existió hasta la Reforma anglicana.
Iona había sido también la necrópolis de los reyes de Dalriada y de sus sucesores, los primeros reyes de Escocia (Kenneth I, Donald II, Malcolm I, Duncan I, Macbeth y Donald III).
En 1938, George MacLeod fundó en Iona una comunidad ecuménica cristiana.

## Geografía
Iona se encuentra a unos 2 kilómetros de la costa de Mull. Tiene aproximadamente 2 km de ancho y 6 km de largo. Al igual que otros lugares barridos por la brisa del océano, hay pocos árboles; la mayoría de ellos están cerca de la iglesia parroquial.
El asentamiento principal, ubicado en St. Ronan's Bay en el lado este de la isla, se llama Baile Mòr y también se conoce localmente como "The Village". Aquí se encuentran la escuela primaria, la oficina de correos, los dos hoteles de la isla, la Casa del Obispo y las ruinas del Convento. La Abadía y el Centro MacLeod están a pocos pasos hacia el norte. La playa de Port Bàn (puerto blanco) en el lado oeste de la isla alberga la Iona Beach Party.

## Actualidad
La isla, además de la tierra propiedad de Iona Cathedral Trust, fue comprada al duque de Argyll por Hugh Fraser en 1979 y donada al National Trust for Scotland.
En 2001, la población de Iona era de 125 habitantes y, en el momento del censo de 2011, había aumentado a 177 residentes habituales. Durante el mismo período, la población de las islas escocesas en su conjunto creció un 4 % hasta los 103 702. La población permanente estimada en 2020 era de 120.
La oficina de turismo de la isla estimó que llegaban aproximadamente 130 000 visitantes cada año. Muchos turistas vienen a visitar la Abadía y otras propiedades eclesiásticas y la cantera de mármol, o para disfrutar de las nueve playas que se encuentran a poca distancia del área principal.